# Podovi (Sanski Most)
Pour les articles homonymes, voir Podovi.
Podovi (en serbe cyrillique : Подови) est un village de Bosnie-Herzégovine. Il est situé dans la municipalité de Sanski Most, dans le canton d'Una-Sana et dans la fédération de Bosnie-et-Herzégovine. Selon les premiers résultats du recensement bosnien de 2013, il compte 20 habitants.

## Géographie
Podovo est situé au pied du mont Grmeč.

## Démographie

### Évolution historique de la population dans la localité
| 1948 | 1953 | 1961 | 1971 | 1981 | 1991 | 2013 |
| ---- | ---- | ---- | ---- | ---- | ---- | ---- |
| -    | -    | 446  | 441  | 423  | 294  | 20   |

|  |

### Communauté locale
En 1991, la communauté locale de Podovi comptait 542 habitants, répartis de la manière suivante :